# André Kruysen
André Kruysen es un escultor neerlandés, nacido el 11 de octubre de 1967 en la localidad de La Haya.

## Datos biográficos
En el año 1998 obtuvo el Premio Charlotte van Pallandt, de carácter bienal y concedido a las jóvenes promesas de la escultura en los Países Bajos.
André Kruysen es el autor de la escultura Rondanini - que forma parte del proyecto Sokkelplan de La Haya, obra instalada en 2005.

## Obras (selección)
| Título            | Año  | Localización                                                                                    | Imagen                 |  |
| ----------------- | ---- | ----------------------------------------------------------------------------------------------- | ---------------------- |  |
| Rondanini         | 2005 | La Haya Spui dentro del proyecto Sokkelplan). 52°4′37.28″N 4°18′59.32″E / 52.0770222, 4.3164778 | - Pulsar para ampliar. |  |
| Beeld van Westdam | 2011 | Woerden, Westdam (acero) 52°5′15.43″N 4°52′59.34″E / 52.0876194, 4.8831500                      |                        |  |